# Psychotria mahonii
Psychotria mahonii là một loài thực vật có hoa trong họ Thiến thảo. Loài này được C.H.Wright miêu tả khoa học đầu tiên năm 1906.